# Druckmikrofon
Ein Druckmikrofon ist eine Mikrofonbauform, die hinsichtlich ihrer akustischen Funktionsweise einem Schalldruckempfänger entspricht. Bei diesem ist die Mikrofonkapsel mit der darin befindlichen Membran im Gegensatz zu der eines Druckgradientenmikrofons nicht mit einem akustischen Laufzeitglied versehen. In der Regel ist die Kapsel rückseitig geschlossen.

Richtcharakteristik Kugel

Beim Druckmikrofon sind die erzeugten elektrischen Signale mit dem Schalldruck proportional. Es ist damit ein Sensor für den Schallwechseldruck. Die idealisierte Richtcharakteristik entspricht einer Kugel. In der Lehre wird dieses Mikrofon auch oft als Kugelmikrofon oder Druckempfänger bezeichnet.
Reale Kugelmikrofone können aus einer einzigen oder auch zwei kombiniert betriebenen Kapseln bestehen.

## Prinzip und Eigenschaften
Bei einem Druckmikrofon ist die schallaufnehmende Membran vor einem nach hinten geschlossenen Hohlraum angebracht. Dieser verhindert, dass der Schall die Membran umwandert und sich auch an deren Rückseite auswirkt. Einfallender Schall wird damit weitgehend unabhängig von der Einfallsrichtung immer mit gleicher Polarität und Intensität wiedergegeben. Das Druckmikrofon reagiert ähnlich wie ein Barometer auf Luftdruckschwankungen, also auf den ungerichteten Druck-Skalar. Daher kann ein solches Mikrofon auch bei sehr tiefen Frequenzen wirksam sein. Es gibt aber immer eine enge Öffnung nach draußen (Kapillare), um für einen Ausgleich des statischen Luftdrucks zu sorgen, wobei die im Verhältnis dazu raschen Druckschwankungen des Schalls davon unbeeinflusst bleiben.
Druckmikrofone eignen sich sehr gut zur Aufnahme tiefer Frequenzen bis in den Infraschallbereich(<16 Hz). In der Messtechnik werden daher üblicherweise Druckmikrofone verwendet.

## Richtcharakteristik und Besonderheiten
Für Druckmikrofone wird immer die Richtcharakteristik einer Kugel angegeben. Sämtliche Mikrofone mit anderen Richtcharakteristiken als die der Kugel, speziell solche mit umschaltbarer Charakteristik, werden mit der Bauform des Druckgradientenmikrofons realisiert.
Die Richtcharakteristik einer idealen Kugelform trifft beim Druckempfänger aber aus verschiedenen akustischen Gründen nur bei tiefen Frequenzen zu.
- Für hohe Frequenzen, bei denen die Mikrofonabmessungen größer als die halbe Wellenlänge sind, weicht die Richtcharakteristik unter anderem wegen der Schallabschattung durch die Kapsel von der idealen Kugelform ab; Die Richtcharakteristik gleicht eher der einer Niere.
- Eine Eigenart dieser Bauweise ist der Druckstaueffekt, eine deutlich wahrnehmbare Höhenanhebung um 6 dB (Schalldruckverdopplung) bei annähernd senkrechter Beschallung der Membran. Die Ursache für diesen Effekt liegt in der Überlagerung von einfallendem Direktschall mit von der Membran reflektiertem Schall. Bei 0° Schall-Einfallsrichtung liegt das Maximum des Druckstaus, dessen Überhöhung bei schrägem Schalleinfall langsam abnimmt, bis sie bei seitlichem 90°-Einfall auf die Membran nicht mehr vorhanden ist. Dabei ist die Grenzfrequenz der Höhenanhebung vom Kapseldurchmesser abhängig; Die Wellenlänge des maximalen Druckstaueffekts von 6 dB liegt in der Größenordnung des akustisch wirksamen Mikrofonkapseldurchmessers. Je größer der Kapseldurchmesser, desto tiefer liegt diese Frequenzüberhöhung.[2] Siehe auch: Grenzflächenmikrofon, Druckstaueffekt und Flächenabhängigkeit

Dieses „normale“ Mikrofon mit Kugelcharakteristik wird mit diffusfeld-entzerrt bezeichnet. Wenn der Druckstaueffekt akustisch oder elektrisch für den Schalleinfallswinkel von 0° in einer Mikrofon-Sonderbauform beseitigt wird, dann nennt man das Mikrofon freifeld- entzerrt. Druckmikrofone sind üblicherweise als Kleinmembran  ausgeführt (Membrangröße kleiner 1 Zoll = 25,4 mm).
Prinzipiell ist auch unser Ohr mit dem Trommelfell ein Druckempfänger. Ein Ohr hat aber keine Kugelcharakteristik, schon allein wegen der größeren Schallabschattung durch den Kopf. Das Gehör mit dem Gehirn verarbeitet den Schall zudem anders – es setzt die Ereignisse beider Ohren in Beziehung. Mikrofone „hören“ nicht wie Ohren.